# John Leach (sjöofficer)
John Catterall Leach, född 1 september 1894, stupad 10 december 1941, var en brittisk sjöofficer, kommendör och förste och ende chef på HMS Prince of Wales (53).
Som chef på Prince of Wales deltog kommendör Leach i slaget om Danmarksundet 1941. Sedan HMS Hood (51) sänkts av Bismarck fortsatte Prince of Wales striden, men drabbades av allvarliga tekniska fel i sitt huvudartilleri då slagskeppet inte var fullt utvecklat efter att ha slutförts i slutet av mars 1941. Detta, tillsammans med effekterna av slaget, fick kommendör Leach att på order av amiral Frederic Wake-Walker bryta sammanstötningen. 
Efter sänkningen av Bismarck ville förste sjölorden amiral Dudley Pound att amiral Wake-Walker och kommendör Leach skulle ställas inför krigsrätt. Chefen för Home Fleet amiral John Tovey motsatte sig dock det på det kraftigaste; han förklarade att de två officerna hade agerat korrekt, inte riskerat fartygen i onödan och sett till att Bismarck spårades. Tovey hotade med att avgå och sedan uppträda som försvarsvittne vid en eventuell krigsrätt; Pound beslöt att inte driva saken vidare.
Kommendör Leach stupade när Prince of Wales sänktes av japanskt flyg vid Malaya 1941. Hans son, storamiralen Henry Leach var förste sjölord under Falklandskriget.